# Едмон Малінво
Едмон Малінво (фр. Edmond Malinvaud, 25 квітня 1923, Лімож — 7 березня 2015, Париж) — французький економіст, професор Колежу де Франс і директор Національного інституту статистики і економічних досліджень Франції.

## Біографія
Навчався в Політехнічній школі та в Національній академії статистики та управління економікою у Парижі, був студентом Моріса Алле. У 1950 році Малінво покинув Алле, щоб приєднатися до Комісії Коулза з економічних досліджень в США. Як член Комісії, Малінво випустив низку робіт з багатьох напрямків. Його відома стаття «Нагромадження капіталу та ефективний розподіл ресурсів» (1953) стала відправною точкою інтертемпоральної теорії капіталу для теорії загальної рівноваги та запровадила поняття динамічної ефективності.
У період з 1962 до 1966 рр. Малінво обіймав посаду директора Національної академії статистики та управління економікою, з 1972 до 1974 рр. — директора департаменту прогнозування казначейства Франції. З 1974 до 1987 рр. був директоромНаціонального інституту статистики і економічних досліджень Франції (INSEE), а з 1988 до 1993 рр. працював професором Колежу де Франс.
Малінво також працював над теорією невизначеності, зокрема теорією «еквівалентності визначеності першого порядку» (1969 р.) та взаємозв'язком між окремими ризиками та соціальними ризиками (1972, 1973 рр.). Його підручник з мікроекономіки 1971 року та підручник з економетрики «Статистичні методи в економетриці» з тих пір стали класикою.
Основним внеском Малінво в макроекономіку стала його книга 1977 року «Переглянута теорія безробіття», яка передбачила чітку і єдину реконструкцію динамічної макроекономіки «нерівноваги». Ця теорія побудована на попередніх результатах «невальрасівської» теорії Кловера і Лейонхуфвуда. Вплив Малінво на наступне покоління європейських економістів був досить сильним.

## Роботи
Едмон Малінво є автором великої кількісті наукових праць з математичної економіки, а також низки підручників:
- У книзі «La croissance française» (Французький ріст) Едмонд Малінво, Жан-Жак Карре та Пол Дюбуа демонструють, що технічний прогрес пояснює «Славне тридцятиріччя» у багато способів.
- Бравши участь у роботі з теорії зайнятості та політики боротьби з безробіттям, Малінво створив роботу з іншими економістами, включаючи В. Кловера, яка є важливим внеском у теорію невальрасівської рівноваги за фіксованими цінами (іноді їх називають теорією дисбалансу).

## Публікації

### Книги
- Вступ до національного обліку. Університетські преси Франції, Париж 1957
- Статистичні методи економетрики. Дунод, Париж 1964 року
- Уроки мікроекономічної теорії. Дунод, Париж 1969 року
- Зростання Франції , Seuil, 1972 р. (З Жаном-Жак Карре та Полом Дюбуа)
- Статистичні методи економетрики, Dunod, 1978, (ISBN  2-04-010005-9)
- Повторне вивчення теорії безробіття. Calmann Lévy, Париж 1980, (ISBN  2-7021-0369-3)
- Рентабельність і безробіття. Cambridge University Press, Cambridge 1980, (ISBN  0-521-22999-5)
- Макроекономічна теорія. Dunod, Париж 1981 та 1982 рр. (ISBN  2-04-011446-7)
- Нариси теорії безробіття. Кальман-Леві, Париж 1983, (ISBN  2-7021-1268-4)
- Масове безробіття. Василь Біаквелл, Оксфорд 1984, (ISBN  0-631-13704-1)
- Про статистику зайнятості та безробіття. Французька документація La, Paris 1986, (ISBN  2-11-001693-0)
- Шляхи макроекономічних досліджень, Оділь Яків, 1991, (ISBN  2-7381-0113-5)
- Загальна рівновага в ринковій економіці, Economica, 1993, (ISBN  2-7178-2430-8)
- Діагностування безробіття. Cambridge University Press, Cambridge 1994, (ISBN  0-521-44533-7)
- Функція «статистичних та економічних досліджень» у державних службах, Доповідь Прем'єр-міністру, La Documentation française, 1997 р. (ISBN  2-11-003793-8)
- Уроки мікроекономічної теорії, Dunod, 2005, (ISBN  2-10-049241-1)

### Статті
- Накопичення капіталу та ефективне розподілення ресурсів, Econometrica. Смуга 21, квітень 1953 р. , С.  233-266.
- Проблеми агрегації в моделях вводу-виводу. В: Т. Барна (Hrsg.): Структурна взаємозалежність економіки. Джон Вілі, Нью-Йорк 1954, с.  188—202
- Агрегація в економічних моделях, Cahiers du Séminaire d'économétrie. п 4, CNRS, Париж, 1956, стор. 69-146
- Програми розширення та процентні ставки. В: Економетрика. Смуга 27, квітень 1959 р. , С.  215
- Децентралізовані процедури планування. В: Е. Малінво і МОЛ Бахарах (Hg.): Аналіз діяльності в теорії зростання та планування. Макміллан, Лондон 1967, с.  170—208.
- Рішення перед випадковою та певною ситуацією приблизно рівнозначні. В: Зошити семінару з економетрики. № 11, CNRS, Париж 1969, стор.  37-50.
- Еквівалентність визначеності першого порядку. В: Економетрика. Смуга 37, жовтень 1969, с.  706—718.
- Послідовність нелінійної регресії. В: Аннали математичної статистики. Смуга 41, п 3, червень 1970, стор.  959—969.
- Розподіл окремих ризиків на великих ринках. В: Журнал економетричної теорії. Група 4, п 2, квітень 1972, стор.  312—328.
- Плановий підхід до проблеми суспільного блага. В: Шведський журнал економіки. Мерц 1971, с.  96-112.
- Зростання та накопичення дисбалансу, Economica, Париж 1982, с.  287—302.
- Економіка сьогодні. В: Економічний та соціальний огляд. січень 1984 року
- Роздумуючи над теорією капіталу та зростання. В: Оксфордські економічні документи. Смуга 38, 1986, с.  367-85
- Виробничий капітал, невизначеність та рентабельність, Аналізи економіки та статистики. п 5, січень-березень 1987
- Проблема макроекономічного порозуміння. В: Щоквартальний огляд. Banca Nazionale del Lavoro. п 162, 1987, стор.  219-38
- Інтерв'ю з ET. Професор Едмонд Малінво. В: Економетрична теорія. Смуга 3, 1987, с.  273-95
- Постановка обставин на орієнтації економічної дисципліни. В: Анналес — економіки, суспільства, цивілізації. № 1, 1990, стор.  115-21
- Середньострокова рівновага зайнятості. Cambridge University Press, Cambridge 1991, с.  319—337.